# West Havre
West Havre – jednostka osadnicza w Stanach Zjednoczonych, w stanie Montana, w hrabstwie Hill.